# Flughafen Nanning Wuxu

i8
i11
i13
Der Flughafen Nanning Wuxu (chinesisch 南宁吴圩国际机场, IATA-Code: NNG, ICAO-Code: ZGNN) ist ein chinesischer Flughafen in Nanning, der Hauptstadt der Provinz Guangxi.

## Geschichte
Der Flughafen wurde 1962 eröffnet. 2002 wurden erstmals eine Million Passagiere abgefertigt. Am 25. September 2014 wurde ein zweites Terminal eröffnet.

## Fluggesellschaften und Ziele
Es stehen nationale und kontinentale Ziele auf dem Flugplan.